# Рабулеи
Рабулеи (лат. Rabuleii, gens Rabuleia) — древний римский род, очевидно, имевший и патрицианскую, и плебейскую ветви. Деятельность известных представителей рода относится к эпохе ранней республики.

## Патрицианские и плебейские Рабулеи
Римские авторы упоминают только о двух Рабулеях, деятельность которых относится к первой половине V века до н. э., причем об одном из них говорится как о народном трибуне (что говорит о его плебейском происхождении), о другом же и Тит Ливий, и Дионисий Галикарнасский говорят как о представителе патрициев.

## Родовые имена
Известно только два представителя рода, носивших имена Гай (лат. Gaius) и Маний (лат. Manius).

## Представители рода
- Гай Рабулей — народный трибун в 486 до н.э.[1]
- Маний Рабулей — децимвир 450 до н.э.[4], полководец во время войны с сабинянами[5].